# Tuscaloosa
Tuscaloosa é uma cidade localizada no estado americano do Alabama, no condado de Tuscaloosa, do qual é sede. Foi incorporada em 1819.
O seu nome provém do chefe dos Choctaws, Tuskalusa, que batalhou contra Hernando de Soto em 1540, na Batalha de Mauvilla, onde foi derrotado. Mais conhecida por albergar a fundação da Universidade do Alabama, a cidade é também um centro industrial, comercial e educacional de referência no oeste do estado.

## Geografia
De acordo com o United States Census Bureau, a cidade tem uma área de 186,3 km², dos quais 160,2 km² estão cobertos por terra e 26,1 km² por água.

## Demografia
Segundo o censo nacional de 2010, a sua população é de 90 468 habitantes e sua densidade populacional é de 485,7 hab/km². A cidade possui 40 842 residências que resulta em uma densidade de 261,8 residências/km². É a quinta cidade mais populosa do estado.

## Marcos históricos
O Registro Nacional de Lugares Históricos lista 32 marcos históricos em Tuscaloosa. Os primeiros marcos foram designados em 14 de julho de 1971 e o mais recente em 16 de março de 2021, o Stillman College. Existe apenas um Marco Histórico Nacional na cidade, o Foster Auditorium, The University of Alabama, devido o Stand in the Schoolhouse Door, designado em 2005.

## Galeria de imagens

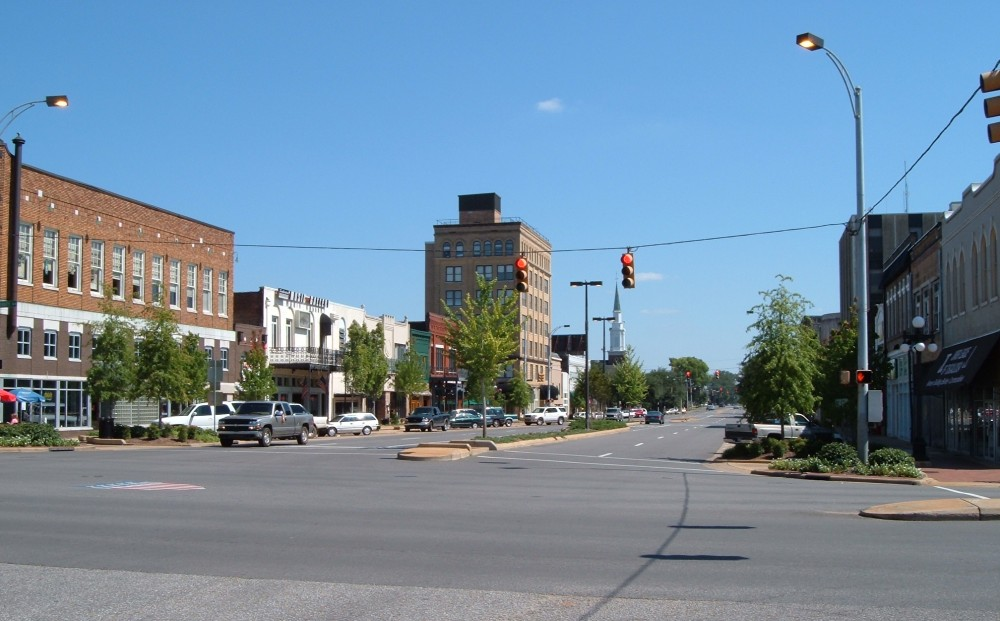
Straatgezicht in Tuscaloosa, Alabama
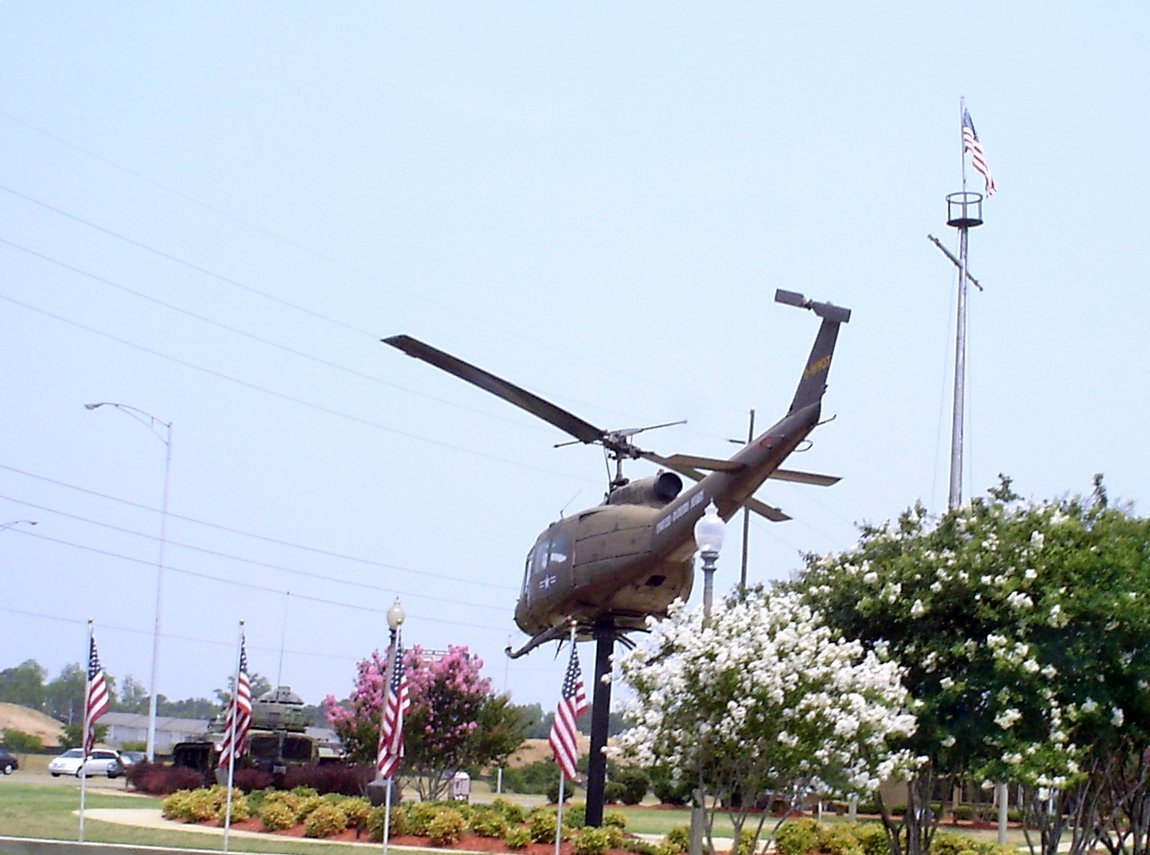
Oorlogsmonument in Tuscaloosa
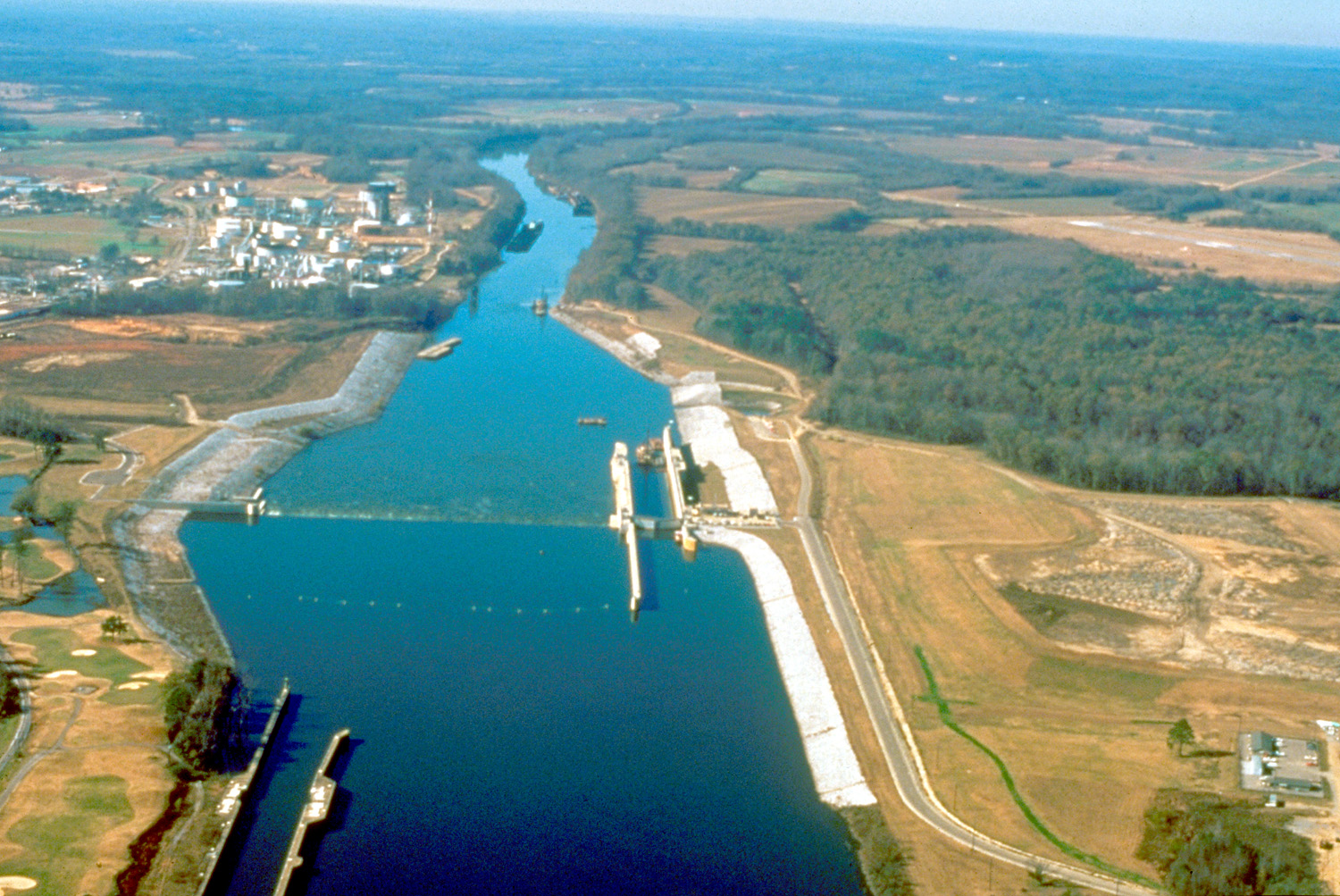
De Black Warrior River bij Tuscaloosa